# بوينغ طراز 10
بوينغ طراز 10 (بالإنجليزية: Boeing Model 10)‏ هي طائرة من صناعة بوينغ. كان أول طيران لها في 1920. دخلت الخدمة في 1921، انتهت خدمتها في 1926. صنع منها 10 طائرة.